# Krysten Ritter
Krysten Alyce Ritter (Bloomsburg, Pennsylvania; 1981. december 16. –) amerikai színésznő, zenész, írónő és modell.

## Élete és pályafutása
A Netflix Jessica Jones (2015–2019) és A Védelmezők (2017) című sorozataiban a szuperhős Jessica Jonest alakította. Játszott a Ne bízz a 23-asban lakó p-ában! (2012–2013) című szituációs komédiában, valamint 2009 és 2010 között a Breaking Badben és annak El Camino: Totál szívás – A film című 2019-es spin-offjában. Egyéb szereplései voltak a Veronica Mars, a Szívek szállodája és a Míg a halál el nem választ című televíziós sorozatokban.
Filmjei közé tartozik a Míg a jackpot el nem választ (2008), az Egy boltkóros naplója (2009), a Túl jó nő a csajom (2010), a Veronica Mars (2014) és a Nagy szemek (2014). 

## Filmográfia

### Film
| Év   | Magyar cím                       | Eredeti cím                     | Szerep                           | Magyar hang        |
| ---- | -------------------------------- | ------------------------------- | -------------------------------- | ------------------ |
| 2001 | A csábítás elmélete              | Someone Like You                | modell (stáblistán nem szerepel) |                    |
| 2002 |                                  | Freshening Up (rövidfilm)       | lány a kanapén                   |                    |
| 2002 |                                  | Garmento                        | Poncho modell                    |                    |
| 2003 |                                  | The Look                        | Mara                             |                    |
| 2003 | Mona Lisa mosolya                | Mona Lisa Smile                 | művészettörténet-hallgató        |                    |
| 2005 |                                  | Slingshot                       | Beth                             |                    |
| 2007 | Kutyakomédia                     | Heavy Petting                   | bámészkodó                       |                    |
| 2008 |                                  | The Last International Playboy  | Ozzy                             |                    |
| 2008 | 27 idegen igen                   | 27 Dresses                      | Gina                             | Dögei Éva          |
| 2008 | Míg a jackpot el nem választ     | What Happens in Vegas           | Kelly                            | Németh Borbála     |
| 2009 |                                  | Glock                           | Beretta (rövidfilm)              |                    |
| 2009 | Egy boltkóros naplója            | Confessions of a Shopaholic     | Suze Cleath-Stuart               | Németh Borbála     |
| 2010 | Túl jó nő a csajom               | She's Out of My League          | Patty                            | Szávai Viktória    |
| 2010 |                                  | How to Make Love to a Woman     | Lauren                           |                    |
| 2011 | Kinyírni Bonót                   | Killing Bono                    | Gloria                           |                    |
| 2011 | Ha beüt az élet                  | Life Happens                    | Kim                              | Peller Anna        |
| 2011 | Margaret                         | Margaret                        | vásárló lány                     |                    |
| 2012 |                                  | BuzzKill                        | Nicole                           |                    |
| 2012 | Szívós csajok (Vámpírcsajok)     | Vamps                           | Stacy Daimen                     | Németh Borbála     |
| 2012 | Szívós csajok (Vámpírcsajok)     | Vamps                           | Stacy Daimen                     | Bogdányi Titanilla |
| 2012 |                                  | Refuge                          | Amy                              |                    |
| 2014 | Hallgass ide, Philip             | Listen Up Philip                | Melanie                          |                    |
| 2014 | Veronica Mars                    | Veronica Mars                   | Gia Goodman                      | Bogdányi Titanilla |
| 2014 |                                  | Asthma                          | Ruby                             |                    |
| 2014 | Menyasszony kerestetik           | Search Party                    | Christy                          |                    |
| 2014 | Nagy szemek                      | Big Eyes                        | DeAnn                            | Németh Borbála     |
| 2017 |                                  | The Hero                        | Lucy                             |                    |
| 2019 | El Camino: Totál szívás – A film | El Camino: A Breaking Bad Movie | Jane Margolis                    |                    |
| 2021 | Éjszakai mesék                   | Nightbooks                      | Natacha                          | Bogdányi Titanilla |
| 2024 | Sonic, a sündisznó 3.            | Sonic the Hedgehog 3            | Rockwell igazgató                | Németh Borbála     |

### Televízió
| Év        | Magyar cím                      | Eredeti cím                           | Szerep                           | Magyar hang                                                                         |
| --------- | ------------------------------- | ------------------------------------- | -------------------------------- | ----------------------------------------------------------------------------------- |
| 2004      |                                 | Whoopi                                | Brynn                            | 1 epizód                                                                            |
| 2004      |                                 | One Life to Live                      | Kay                              | 4 epizód                                                                            |
| 2004      | Esküdt ellenségek               | Law & Order                           | Tracy Warren                     | 1 epizód                                                                            |
| 2004      |                                 | Tanner on Tanner                      | eladónő                          | 2 epizód                                                                            |
| 2005      |                                 | Jonny Zero                            | Quinn                            | 1 epizód                                                                            |
| 2005–2006 | Veronica Mars                   | Veronica Mars                         | Gia Goodman                      | 8 epizód                                                                            |
| 2006      |                                 | The Bedford Diaries                   | Erin Kavenaugh                   | 2 epizód                                                                            |
| 2006      |                                 | Justice                               | Eva                              | 1 epizód                                                                            |
| 2006–2007 | Szívek szállodája               | Gilmore Girls                         | Lucy                             | 8 epizód                                                                            |
| 2006–2007 | Míg a halál el nem választ      | ’Til Death                            | Allison Stark                    | 5 epizód                                                                            |
| 2007      |                                 | Big Day                               | Ellen                            | 1 epizód                                                                            |
| 2009      |                                 | Woke Up Dead                          | Cassie                           | - websorozat - főszereplő (22 epizód)                                               |
| 2009      | Gossip Girl – A pletykafészek   | Gossip Girl                           | Carol Rhodes fiatalon            | 1 epizód                                                                            |
| 2009–2010 | Breaking Bad – Totál szívás     | Breaking Bad                          | Jane Margolis                    | - 9 epizód - magyar hangja: - Bogdányi Titanilla                                    |
| 2010      |                                 | Gravity                               | Lily Champagne                   | 10 epizód                                                                           |
| 2011      |                                 | Love Bites                            | Cassie                           | 1 epizód                                                                            |
| 2012–2013 | Ne bízz a 23-asban lakó p-ában! | Don't Trust the B---- in Apartment 23 | Chloe                            | 26 epizód                                                                           |
| 2013      | Robotcsirke                     | Robot Chicken                         | Dana Polk (hangja)               | 1 epizód                                                                            |
| 2013      | A Cleveland-show                | The Cleveland Show                    | Gina (hangja)                    | 1 epizód                                                                            |
| 2013      |                                 | The Eric Andre Show                   | önmaga                           | 1 epizód                                                                            |
| 2014      | Feketelista                     | The Blacklist                         | Rowan / Nora Mills               | 1 epizód                                                                            |
| 2015–2019 | Jessica Jones                   | Jessica Jones                         | Jessica Jones                    | - főszereplő (39 epizód) - rendező (1 epizód) - magyar hangja: - Bogdányi Titanilla |
| 2016      |                                 | Comedy Bang! Bang!                    | önmaga                           | 1 epizód                                                                            |
| 2017      | A Védelmezők                    | The Defenders                         | Jessica Jones                    | 8 epizód                                                                            |
| 2021      |                                 | The Girl in the Woods                 | nem szerepel                     | rendező (4 epizód)                                                                  |
| 2022      | A Simpson család                | The Simpsons                          | Sheila Redfield (hangja)         | 1 epizód                                                                            |
| 2023      | Szerelem és halál               | Love & Death                          | Sherry Cleckler                  | főszereplő                                                                          |
| 2024      |                                 | Orphan Black: Echoes                  | Lucy / fiatal Dr. Eleanor Miller | főszereplő                                                                          |

## Fordítás
- Ez a szócikk részben vagy egészben  a   Krysten Ritter című angol Wikipédia-szócikk fordításán alapul.  Az eredeti cikk szerkesztőit annak laptörténete sorolja fel. Ez a jelzés csupán a megfogalmazás eredetét és a szerzői jogokat jelzi, nem szolgál a cikkben szereplő információk forrásmegjelöléseként.